# Campo de radiancia neuronal
Un campo de radiancia neuronal (Neural Radiance Field en inglés o NeRF) es una técnica avanzada de aprendizaje automático que transforma imágenes bidimensionales en representaciones o escenas tridimensionales altamente detalladas y realistas. Este enfoque, utiliza redes neuronales para modelar la radiancia (la intensidad y color de la luz) y la densidad volumétrica en un espacio tridimensional, permitiendo generar nuevas vistas o ángulos de una escena con calidad fotorealista. El NeRF ha revolucionado la forma de representar y manipular datos tridimensionales, estableciéndose como una herramienta esencial en áreas como la realidad virtual, los efectos visuales y el modelado científico.

## Origen y propósito de NeRF
NeRF surge como una solución al problema de representar y sintetizar escenas tridimensionales de manera más eficiente y precisa. Las técnicas tradicionales, como las mallas 3D o los voxeles, tienen limitaciones en términos de fidelidad visual, almacenamiento y capacidad de generar vistas inéditas. NeRF aborda estas deficiencias al utilizar un modelo volumétrico continuo basado en redes neuronales. Este enfoque no solo permite comprimir datos 3D masivos en estructuras manejables, sino que también facilita la generación de nuevas perspectivas con un nivel de detalle que antes era difícil de alcanzar; eficientizando el almacenamiento a su vez. 
La motivación principal detrás de NeRF era superar las limitaciones de las técnicas existentes en la síntesis de vistas, como la necesidad de modelos geométricos explícitos o el uso intensivo de datos. Al entrenar una red neuronal para aprender directamente la radiancia y la densidad de una escena, NeRF elimina la dependencia de métodos tradicionales, logrando resultados superiores en términos de calidad y flexibilidad.

## Construcción y componentes de un NeRF
El núcleo de NeRF es un perceptrón multicapa (MLP), una red neuronal que toma como entrada coordenadas espaciales tridimensionales (x,y,z) y direcciones de visión (θ,ϕ). A partir de esta información, el MLP predice la densidad volumétrica y los valores de radiancia para cada punto en el espacio. Estos valores se combinan mediante algoritmos de renderizado volumétrico, que integran la luz y el color a lo largo de rayos para producir imágenes 2D.
El proceso de entrenamiento comienza con un conjunto de imágenes tomadas desde múltiples perspectivas, junto con las posiciones relativas de las cámaras. Algoritmos de fotografía computacional estiman las orientaciones de las cámaras, y el modelo ajusta sus pesos iterativamente comparando las predicciones con los datos reales. Este proceso puede repetirse cientos de miles de veces hasta que la red converge en una representación precisa.
Una innovación clave en el entrenamiento de NeRF es la incorporación de ruido digital, como ondas sinusoidales y cosenoidales, para mejorar la capacidad del modelo de capturar texturas detalladas. Las versiones más avanzadas emplean transformadas de Fourier o técnicas como la codificación por hash multirresolución, introducida por NVIDIA, que acelera significativamente el proceso de entrenamiento y mejora la calidad del resultado.

## Evolución de NeRF
Desde que se empezó a usar, NeRF ha evolucionado significativamente para superar limitaciones iniciales, como el tiempo de entrenamiento y la sensibilidad a las condiciones de entrada. Las primeras versiones requerían días de procesamiento en hardware especializado, mientras que las optimizaciones recientes han reducido este tiempo a segundos, permitiendo renderizado en tiempo real. Además, se han desarrollado variantes para abordar casos de uso específicos:
- Instant NeRF: Utiliza funciones hash y arquitecturas paralelizadas para entrenamiento y renderizado en tiempo real.
- Plenoctrees: Introduce representaciones jerárquicas para escenas complejas, mejorando la eficiencia del renderizado.
- Mip-NeRF: Optimiza los detalles en escenas con múltiples escalas mediante técnicas de anti-aliasing.
- NeRF-W (NeRF en la Naturaleza): Diseñado para manejar escenas dinámicas y condiciones de iluminación variables, separando elementos estáticos y transitorios.
- Técnicas de relighting: Permiten modificar dinámicamente la iluminación y las propiedades materiales, facilitando aplicaciones en efectos visuales.

## Aplicaciones de NeRF
NeRF se aplica en varias industrias, demostrando su versatilidad y potencial transformador. En el entretenimiento, se utiliza para crear entornos virtuales y efectos visuales hiperrealistas en cine y videojuegos. Otros ejemplos serían en la arquitectura y el modelado científico donde el NeRF facilita la creación de representaciones precisas de estructuras y paisajes, optimizando tanto el almacenamiento como el análisis de datos.
En la realidad virtual y aumentada, NeRF ha permitido desarrollar entornos más realísticos, generando vistas dinámicas y detalladas en tiempo real. También se utiliza en áreas como la arqueología y la medicina, donde su capacidad para capturar detalles finos es invaluable para estudios y reconstrucciones, evitando los estudios de estas áreas en agentes reales. 

## Impacto y futuro de NeRF
El impacto de NeRF en la representación visual es comparable a la revolución que causaron las cámaras digitales en la fotografía. Su capacidad para crear vistas fotorealistas y comprimir datos tridimensionales abre nuevas posibilidades en el diseño y la visualización. A medida que las investigaciones continúan optimizando su eficiencia y ampliando su aplicabilidad, NeRF está destinado a convertirse en un pilar tecnológico en la interacción con mundos tridimensionales, redefiniendo industrias y experiencias digitales en los años por venir.